# Michael Lang (promotér)
Michael Lang (11. prosince 1944 Brooklyn – 8. ledna 2022 New York) byl americký koncertní promotér. V šedesátých letech studoval na Newyorské univerzitě. Později žil na Floridě, kde v květnu 1968 organizoval Miamský popový festival. Později se vrátil do New Yorku. Byl jedním z organizátorů hudebního festivalu Woodstock, který se konal v srpnu roku 1969. Později byl například jedním z organizátorů festivalu v Altamontu. V 90. letech byl jako organizátor navazujících akcí Woodstock 94 a Woodstock 99. V roce 1971 založil hudební vydavatelství Just Sunshine Records, které vydávalo nahrávky řady různých hudebníků (například Betty Davis). Společnost zanikla v roce 1974. V roce 2009 vydal knihu The Road to Woodstock (česky vyšla jako Woodstock: Příběh zrodu legendárního festivalu míru a hudby). Zemřel na Non-Hodgkinův lymfom ve věku 77 let.